# غلين هوارد
جلين ويليام هوارد (من مواليد 17 يوليو 1962) هو لاعب كيرلنج كندي معتزل، وهو أحد أكثر لاعبي الكيرلنج تتويجًا بالألقاب على الإطلاق. فاز بأربع بطولات عالمية وأربع بطولات برايرز و17 بطولة إقليمية في أونتاريو، بما في ذلك ثماني بطولات متتالية من عام 2006 إلى عام 2013. ظهر في برايرز 20 مرة، ولعب في إجمالي 227 مباراة، وهو ثالث أكثر لاعب كيرلنج مشاركة. فاز بـ 14 بطولة جراند سلام في مسيرته.

## روابط خارجية
- غلين هوارد على موقع الاتحاد الدولي للكرلنغ (الإنجليزية)
- غلين هوارد على موقع أوليمبيديا (الإنجليزية)